# Carrascosa del Campo
Carrascosa del Campo è una località spagnola di 602 abitanti situata nella comunità autonoma di Castiglia-La Mancia, principale frazione e sede comunale di Campos del Paraíso.